# Légi Térképészeti és Távérzékelési Egyesület
A Légi Térképészeti és Távérzékelési Egyesület (angolul: ACRSA – Aerial Cartographic & Remote Sensing Association) a légi felmérők közösségét szervező nemzetközi szervezet, amely a légi távérzékelés, légi fotogrammetria, valamint a kapcsolódó területeken dolgozó szervezetek összefogásával jött létre. Elsősorban szakmatörténeti, érdekképviseleti és tudományos tevékenységet fejt ki.

## Az egyesület céljai és tevékenysége
A légi felmérések történetének dokumentálása, az ismeretanyag továbbadása, a terület népszerűsítése, a felmérő csoportok és jogi személyek jó kapcsolatának megteremtése, valamint a felmérések helyi és nemzetközi szabály rendszerének vizsgálata, kialakítása, a szabályok betartása érdekében azok megismertetése, együttműködve a jogalkotókkal és hatóságokkal a megfelelő szabályozás és felmérési gyakorlat érdekében. Az egyesület könyveket, kiadványokat, filmeket készíthet, folyóiratot működtethet, kiállításokat rendezhet céljai érdekében.
Az Egyesület céljának megvalósítása érdekében együttműködik minden olyan állami, társadalmi és gazdálkodó szervezettel, egyesülettel, amelyek segítik az Egyesület eredményes működését és céljainak megvalósítását.
Az Egyesület céljai megvalósításához szükséges anyagi feltételek megteremtése érdekében a jogszabály előírásai szerint gazdasági, vállalkozási tevékenységet folytathat, gazdasági társaságot és alapítványt hozhat létre, valamint a közgyűlés döntése esetén csatlakozhat gazdálkodó szervezethez.

## Tanácsadó szervezet
Az Egyesület tanácsadó szervezetként is működik, ami elsősorban műszaki tanácsadást jelent. Az egyesület ajánlásokat dolgoz ki a különböző jogszabályok alá tartozó földrajzi területek légi felmérési lehetőségeire. Gondoskodik a tagok igény és lehetőség szerinti továbbképzéséről, illetve a céljával összefüggő, kiegészítő képzések előfeltételeinek biztosításáról.

## Internetes oldal
Olyan internetes oldalt működtet, amelyen keresztül a tagjai megismerhetik egymást, információkat cserélhetnek, és kérdéseket tehetnek fel az Egyesület Szakmai Bizottságának jogi és műszaki kérdésekben.

## Szakmatörténeti tevékenység
Az Egyesület lehetőségeihez mérten segítséget nyújt a belépett tagoknak az egyes országok aero fotogrammetriai, légi térképészeti, távérzékelési történelmének megismeréséhez. Az oktatáshoz kiállításokkal, kiadványokkal járulhat hozzá.
Az egyesület az ACRSA emlékéremmel méltatja a légi térképészet területén kiemelkedőt alkotó szakembereket.

## Biztonsági tanácsadás
Az Egyesület lehetőségeihez mérten segítséget nyújt a belépett tagoknak az eredményes, hatékony és biztonságos légi felmérés elősegítéséhez.

## Rendezvényszervezés
Az egyesület évente egy alkalommal konferenciát szervez, amelyen az egyesületi tagok előadásokkal és poszterekkel publikálhatják elért eredményeiket és a szakmatörténeti anyagokat. Közösségépítési lehetőségek érdekében rendezvényeket szervez.

## Szakmai felügyelet
Az Egyesület érdekképviseleti tevékenysége tájékoztatásban és szakmai felügyelet vállalásban nyilvánul meg.  Az egyesület szakmai felügyeletet biztosít az azt igénylő tagok számára, amelyet az Egyesület Szakmai Bizottságának feladata ellátni. Amennyiben a szakmai felügyelet anyagi erőforrások bevonását igényli, az Egyesület Elnöksége előzetesen kérheti az igénylőt a költségek megtérítésére. Amennyiben az igénylő a költségeket nem vállalja magára, úgy a Szakmai Bizottságnak nem kötelessége a szakmai felügyeletet ellátni.

## Kiadói tevékenység
Az egyesület szakfolyóiratot adhat ki, könyveket, nyomtatott és elektronikus publikációkat adhat ki, illetve kiadást támogathat.

## Közérdekű felmérési feladatok ellátása
Olyan távérzékelési, légi felmérési, légi térképészeti, ortofotó készítési és légi fotogrammetriai, valamint képfeldolgozási, kiértékelési tevékenység ellátása, amely a tevékenység elvégzésében érintett ország állampolgárainak, természetvédelmi szervezeteinek, vagy közigazgatási szervezeteinek hasznos, és közérdekű célt szolgál.